# Бодешть (Нямц)
Бодешть, Бодешті (рум. Bodești) — село у повіті Нямц в Румунії. Входить до складу комуни Бодешть.
Село розташоване на відстані 289 км на північ від Бухареста, 12 км на північ від П'ятра-Нямца, 89 км на захід від Ясс.

## Населення
За даними перепису населення 2002 року у селі проживали 2167 осіб. Усі жителі села рідною мовою назвали румунську.
Національний склад населення села:
| Національність | Кількість осіб | Відсоток |
| -------------- | -------------- | -------- |
| румуни         | 2112           | 97,5%    |
| цигани         | 55             | 2,5%     |